# Catriel
Catriel (nota anche come Colonia Catriel), è una città dell'Argentina all'estremità settentrionale della provincia di Río Negro, al confine con la provincia di La Pampa. Si trova ad un'altitudine di 308 m s.l.m. ed ha una popolazione di circa 15 000 abitanti (codice postale 8500 e prefisso telefonico 0299). È servita da un piccolo aeroporto (codice CCT).
Prende il nome da Cacique Catriel, un nativo americano il quale, secondo alcune cronache, partecipò alla difesa della causa dei militari argentini contro gli indigeni araucani.
La città è caratterizzata da un clima secco, con estati calde e inverni con rarissime nevicate. Un'altra tipica caratteristica è il vento particolarmente secco.
La principale attività economica nella cittadina e nei dintorni è l'estrazione del petrolio, che iniziò nel 1959 con l'installazione di impianti per l'estrazione da parte della compagnia nazionale YPF, portando la città ad una rapida crescita.